# أولاد بن اعريف (سيدي الذهبي)
أولاد بن اعريف هي إحدى مشيخات المملكة المغربية، تتبع جغرافيا لإقليم سطات وإداريًا لسيدي الذهبي. يقدر عدد سكانها بـ 6135 نسمة حسب الإحصاء الرسمي للسكان والسكنى لسنة 2004.